# Marinus van der Lubbe
Marinus van der Lubbe (Leida, 13 de Janeiro de 1909 – Lipsia, 10 de Janeiro de 1934) foi um conselhista nascido nos Países Baixos. Ativista antifascista, causou diversos incêndios em Berlim, entre os quais o incêndio do Reichstag, o parlamento alemão, em 27 de fevereiro de 1933, ato pelo qual foi condenado e executado. Porém, teve sua pena reduzida postumamente pelo governo alemão em 1967, e, mais tarde, teve perdão completo do governo em 2008.

## Biografia
Filho de pais separados, ficou órfão de mãe aos 12 anos, e foi criado com a família de uma meia-irmã. No mesmo período, por volta de 1920,[carece de fontes?] já era aprendiz de pedreiro e, dada a sua força física, é alcunhado de Dempsey (antigo campeão do mundo de boxe) pelos colegas e amigos.
Devido a um acidente de trabalho ocorrido em 1925, de que resultou uma incapacidade parcial da visão, não pode continuar a exercer a profissão de pedreiro. No decorrer dos anos seguintes aderiu a uma organização de extrema-esquerda, a Oposição Operária de Esquerda (LAO).
Devido a um desentendimento com sua irmã, Van der Lubbe mudou-se para Leiden em 1927, onde fundou a Casa Lenine, organizando conferências sobre política. Enfrentou problemas com a polícia e esteve preso duas semanas devido ao facto de ter partido os vidros de um gabinete de ajuda social. Politicamente, afastou-se cada vez mais dos comunistas parlamentaristas, por os achar pouco radicais e pouco combativos, sendo ele um defensor de mais acções diretas.
Entre 1928 e 1932 van Lubbe viajou através da Europa perseguindo o seu sonho de entrar na União Soviética, entrada essa que lhe foi recusada. Ao mesmo tempo sua capacidade de visão foi se deteriorando e os médicos que o consultaram, comunicaram que estava condenado à cegueira.
Passou a viver em Berlim a partir de 1933, onde decidiu incendiar edifícios estatais como forma de ação direta contra o governo nazista. Foi detido pela polícia no interior do parlamento alemão (Reichstag) após atear fogo em diversas partes do grande edifício. Confessou estar por trás do incêndio no parlamento e disse que foi para alertar os alemães sobre os perigos do nacional-socialismo.
Após sua prisão os grupos de oposição ao nazismo se dividiram: enquanto o partido comunista alemão rotula-o de desequilibrado e afirma ter sido manipulado pelos nazistas, os comunistas de conselho e os anarquistas se organizam em sua defesa criando um Comitê Internacional van Lubbe.
Condenado à morte, Van Lubbe foi executado por decapitação na guilhotina em 10 de janeiro de 1934, três dias antes de fazer 25 anos. Segundo a pesquisa histórica contemporânea a sua culpabilidade no incêndio do Reichstag é plausível, mas não está completamente assegurada.